# Hématomancie
L'hématomancie (ou hématoscopie), parfois aussi appelée sanguimancie dans la culture populaire, renvoie à une pratique occulte, un art divinatoire, pratiqué chez les Grecs, les Chaldéens, les Étrusques, consistant en l'étude ou l'usage du sang dans un but magique.

## Étymologie
Le terme hématomancie est formé du préfixe grec αίμα [hemato], sang, et du suffixe μαντεία [manteia], mancie, signifiant divination. Le néopaganisme contemporain a transformé hémato en sangui pour forger le néologisme sanguimancie (terme que l'on retrouve essentiellement dans les jeux, les séries, ou les blogs).

## Pratique rituelle ésotérique
La pratique rituelle consiste à sacrifier son propre sang ou celui issu d'un sacrifice (une offrande) afin de s'approprier des pouvoirs de divination ou des pouvoirs magiques permettant de renforcer un autre rituel.